# (31614) 1999 GV10
1999 GV10 (asteroide 31614) é um asteroide da cintura principal. Possui uma excentricidade de 0.15114780 e uma inclinação de 1.79155º.
Este asteroide foi descoberto no dia 11 de abril de 1999 por Spacewatch em Kitt Peak.